# Červenica
Červenica (ungarisch Vörösvágás) ist eine Gemeinde in der Ostslowakei. Sie liegt in dem Talkessel Košická kotlina am Fuße des Gebirges Slanské vrchy, etwa 25 km von Prešov und 30 km von Košice entfernt.

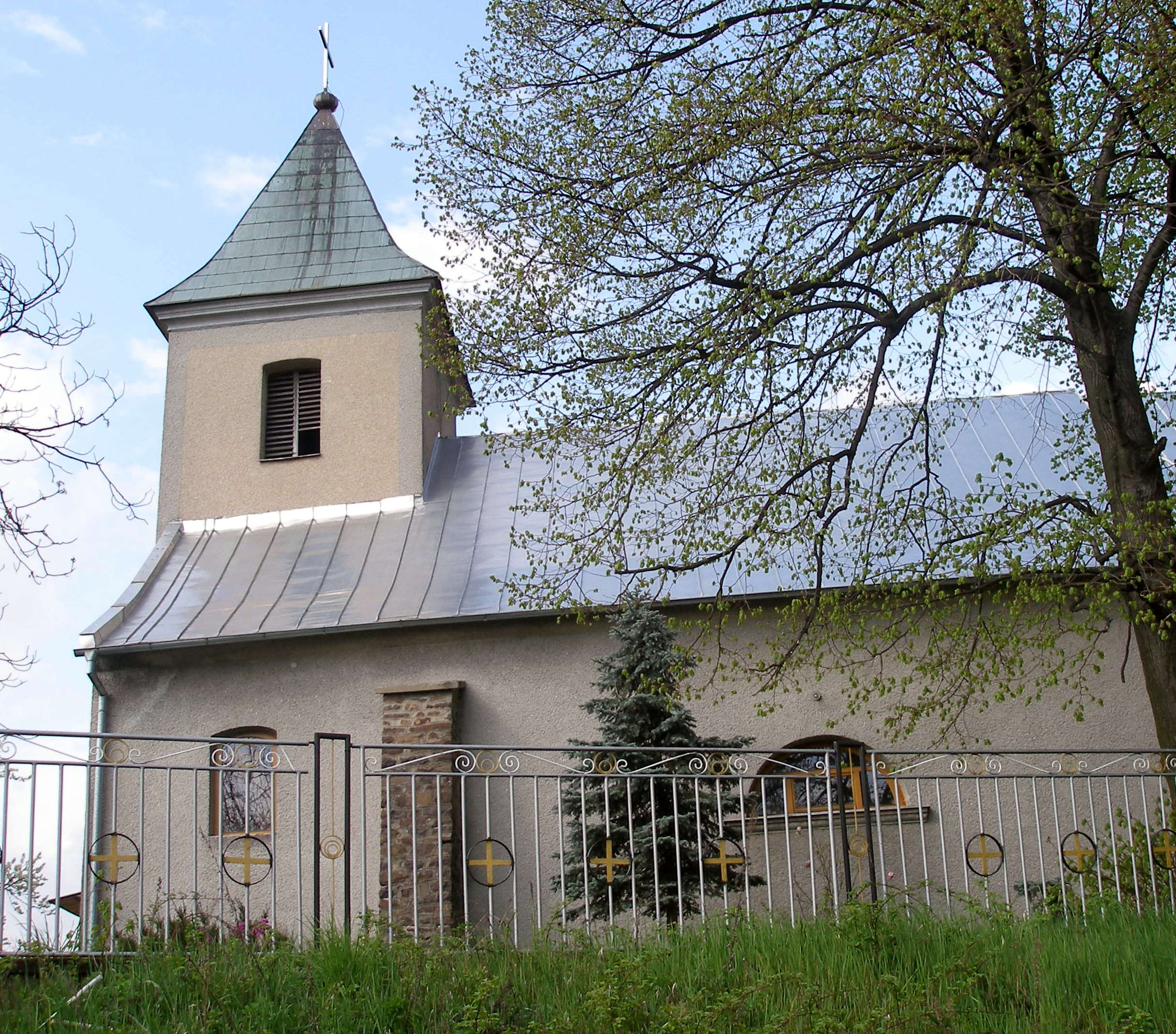
Blick auf die Kirche im Ort

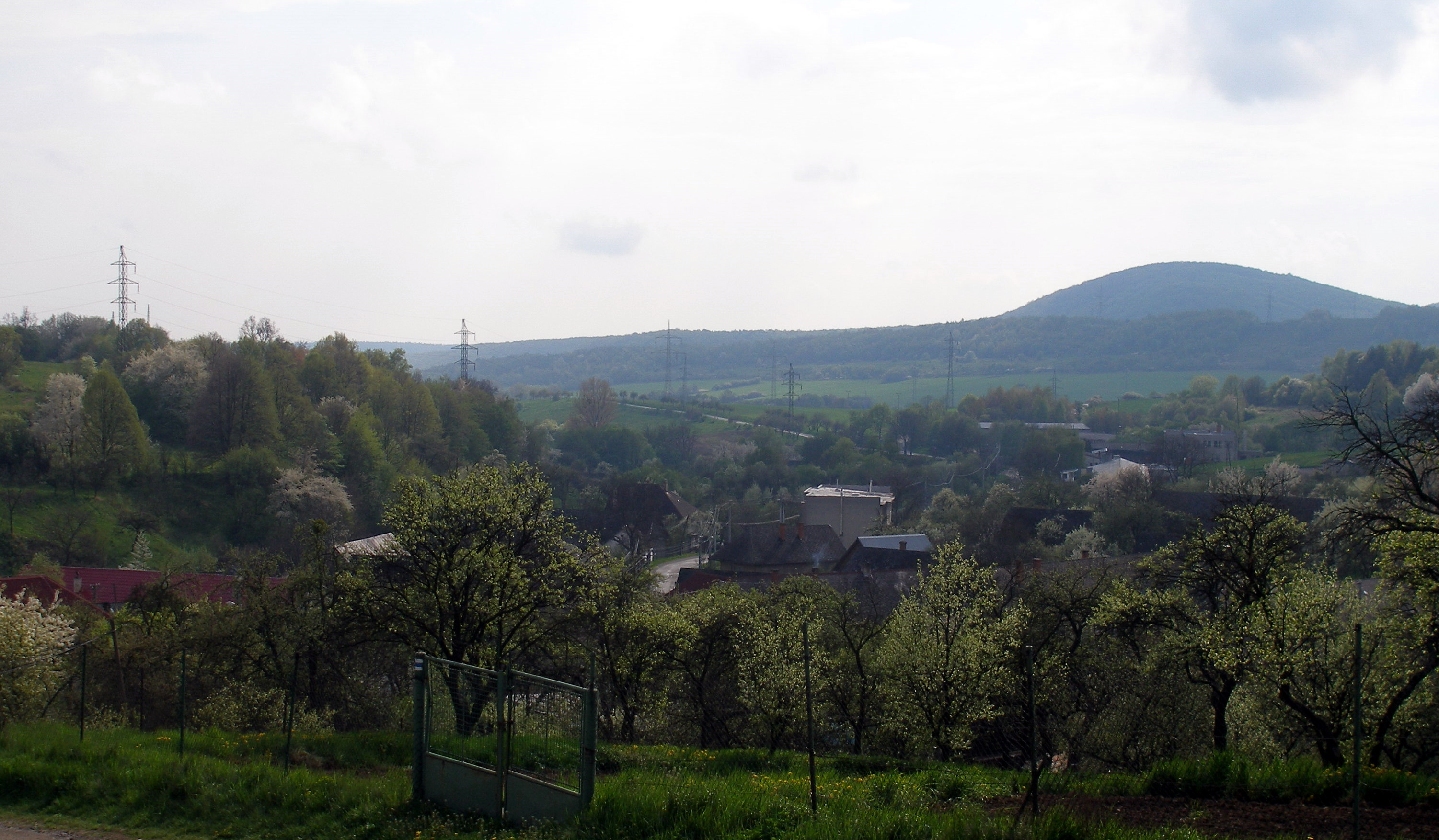
Blick auf den Ort

Der Ort wurde 1247 erstmals schriftlich erwähnt. Er ist für die ehemaligen Opalschächte im Gemeindeteil Dubník bekannt. In der Opalmine wurde 1775 der Harlekin gefunden, mit 3035 Karat das größte Opalstück Europas. In der Nähe von Dubnik befindet sich auch einer der wichtigsten Fernsehsender der Slowakei.

## Kultur

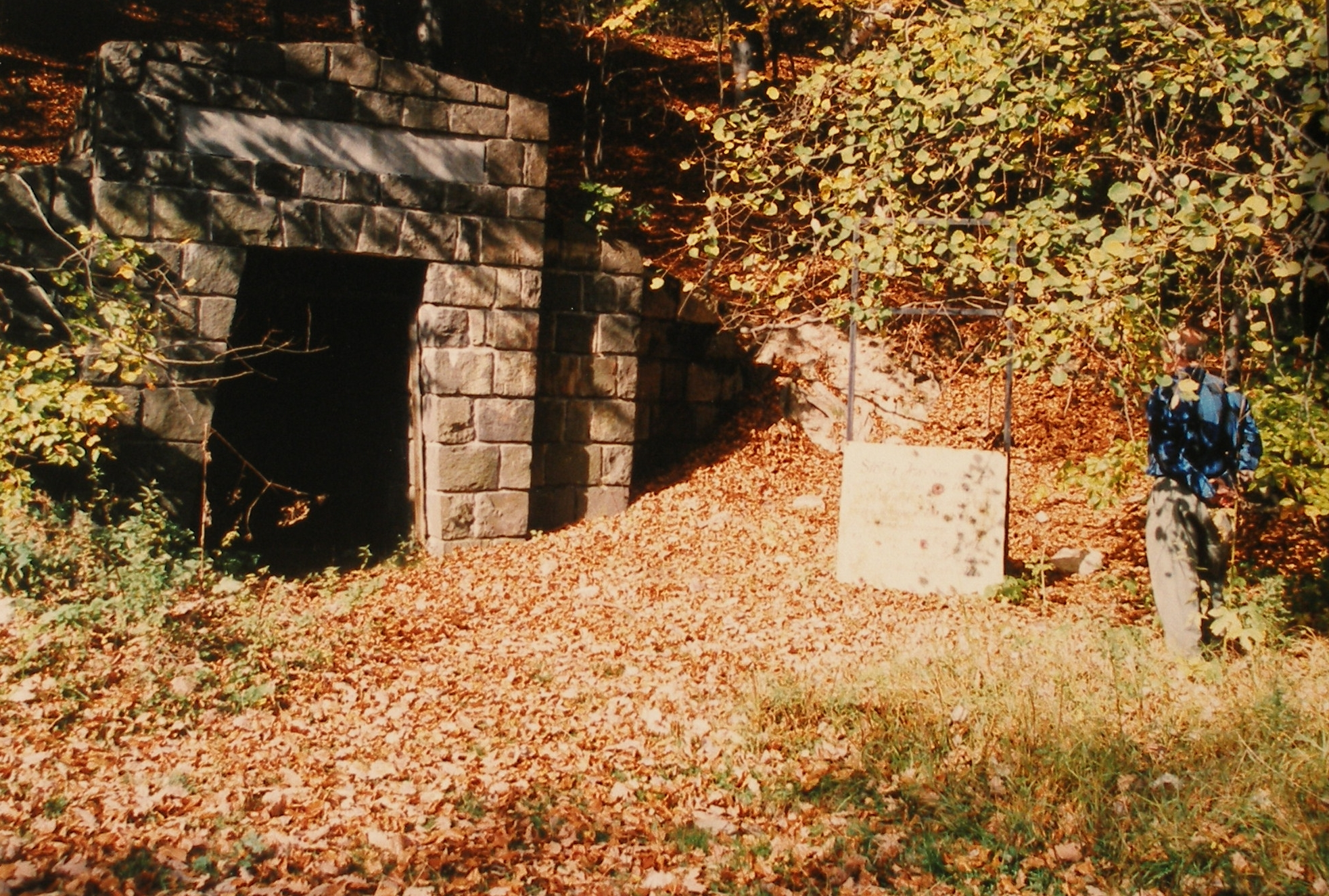
Eingang in den Schacht

## Bevölkerung
| Jahr                | 1994 | 2004     | 2014     | 2024     |
| ------------------- | ---- | -------- | -------- | -------- |
| Anzahl der Personen | 585  | 759      | 918      | 1099     |
| Unterschied         |      | +29,74 % | +20,94 % | +19,71 % |

| Jahr                | 2023 | 2024    |
| ------------------- | ---- | ------- |
| Anzahl der Personen | 1093 | 1099    |
| Unterschied         |      | +0,54 % |